# Kartik Aaryan
Kartik Aaryan (Gwalior, 22 november 1990) is een Indiaas acteur die voornamelijk in Hindi films speelt.

## Biografie
Kartik Tiwari, later Aaryan, begon aan een carrière als model terwijl hij studeerde aan de universiteit. Hij had al langere tijd de wens om te mogen acteren in films en was soms uren onderweg om een auditie te kunnen doen. Na drie onsuccesvolle jaren auditie te doen besloot hij acteerlessen te gaan volgen aan het Kreating Characters-instituut. Hij lichtte zijn ouders pas in toen hij het contract tekende voor zijn eerste film, Pyar Ka Punchnama (2011). Zijn carrière kwam wat moeizaam op gang, ondanks dat hij wel rollen aangeboden kreeg, kwam zijn succes in 2018 met de film Sonu Ke Titu Ki Sweety. Hierna kreeg hij een groter aanbod aan films en werd hij benaderd door verschillende bedrijven als ambassadeur.

## Filmografie
| Jaar | Titel                    | Rol                                 | Opmerking            |
| ---- | ------------------------ | ----------------------------------- | -------------------- |
| 2011 | Pyaar Ka Punchnama       | Rajat                               |                      |
| 2013 | Akaash Vaani             | Akaash                              |                      |
| 2014 | Kaanchi: The Unbreakable | Binda                               |                      |
| 2015 | Pyaar Ka Punchnama 2     | Anshul                              |                      |
| 2016 | Silvat                   | Anwar                               |                      |
| 2017 | Guest in London          | Aryan Shergill                      |                      |
| 2018 | Sonu Ke Titu Ki Sweety   | Sonu Sharma                         |                      |
| 2019 | Luka Chuppi              | Vinod Shukla                        |                      |
| 2019 | Pati Patni Aur Woh       | Abhinav Tyagi                       |                      |
| 2020 | Ami ke Bangla            | Alex                                | korte Bengaalse film |
| 2020 | Love Aaj Kal             | Veer/ Raghu                         |                      |
| 2021 | Dhamaka                  | Arjun Pathak                        |                      |
| 2022 | Bhool Bhulaiyaa 2        | Ruhaan Randhawa                     |                      |
| 2022 | Freddy                   | Freddy Ginwala                      |                      |
| 2023 | Shehzada                 | Bantu                               |                      |
| 2023 | Tu Jhoothi Main Makkaar  | Rahul                               | gastoptreden         |
| 2023 | Satyaprem Ki Katha       | Satyaprem                           |                      |
| 2024 | Chandu Champion          | Murlikant Petkar                    |                      |
| 2024 | Bhool Bhulaiyaa 3        | Ruhaan Randhawa/ prins Debendranath |                      |